# Geografie Newfoundlandu a Labradoru

Geopolitická mapa Kanady (Newfoundland a Labrador vyznačeni červeně)

Newfoundland a Labrador je nejvýchodnější provincie Kanady. Jsou odděleny průlivem Strait of Belle Isle. Provincie obsahuje více než 7 000 malých ostrovů.
Labrador je nejvýchodnější částí kanadského štítu. Fauna na něm je stejná jako v podobných oblastech sev. Ameriky. Zatímco na Newfoundlandu žijí podstatně menší savci a žádný nativní obojživelník.
Provinčním městem je St. John, nachází se na Newfoundlandu na poloostrově Avalon. Největší část ekonomiky provincie tvoří ropa, minerály, lesnictví a rybolov.

## Fyzická geografie
Tvar ostrova Newfoundland připomíná trojúhelník. Jedna jeho strana měří 400 km (250 mil) a rozloha je 108 860 km² (41 700 mil²). Newfoundland a přilehlé ostrovy má celkovou rozlohu 111 390 kilometrů čtverečních.  Rozprostírá se mezi (N) 46° 36' a (N) 51° 38'.
Labrador (kde mj. vzniklo i psí plemeno Labradorský retrívr) má nepravidelný tvar. Na západě sousedí s frankofonní provincií Québec. Jeho celková rozloha je 294 330 kilometrů čtverečních. Celá provincie tedy zabírá 4,06% Kanadského území.
Newfoundland je od Labradoru oddělen 125 kilometrů dlouhým a 15-60 kilometrů širokým průlivem Belle Isle. Kromě samotného ostrova Newfoundland je provincie tvořena také 12 většími ostrovy o celkové rozloze 2 505 kilometrů čtverečních (průměrná velikost jednoho ostrova je tedy 208,75 kilometrů čtverečních) a 7 170 menších ostrovů o celkové ploše 3 598 kilometrů čtverečních (tzn. že jeden ostrůvek v průměru měří 0,501 kilometrů čtverečních.